# Му-му (сеть ресторанов)
«Му-му» — московская сеть ресторанов фастфуда. По замыслу основателей большая часть блюд приготовлена по простым рецептам русской кухни и реализуется по невысоким ценам. Девиз компании — «Русская кухня — это то, что все мы ели в детстве».

## Описание

Вход в кафе Му-Му на улице Рождественка около станции метро «Кузнецкий мост», г. Москва

Первое заведение открылось 10 февраля 2000 года рядом со станцией метро Фрунзенская. Сеть кафе принадлежит российскому бизнесмену Андрею Деллосу, он как основатель планировал создать фаст-фуд на исключительно русских продуктах и русской рецептуре.
Кафе предлагает блюда домашней кухни по собственным рецептам. Во всех кафе действует принцип самообслуживания, горячее кладут на тарелку и взвешивают..
В меню заведений сети входят борщ, винегрет, жареный картофель с грибами, мясо по-французски, пирожки с мясом и капустой, пожарская котлета, а всего меню насчитывает более 340 блюд. Финское издание «Aromi» пишет:
Здесь предлагается широкий выбор свежих салатов, мяса, курицы, рыбы и супов. Шашлык, пельмени и блины по-прежнему популярны в России. На десерт можно взять кисель и торт с чаем или кофе. Среди напитков — ягодные соки и вина. Блюда уже приготовлены и представлены на линии раздачи.
Перед многими ресторанами сети черно-белая фигура коровы, те же цвета присутствуют в интерьере заведений, которые работают ежедневно.
Cеть кафе «Му-му» объединяет заведения в Москве, Химках и Зеленограде. Кафе также предлагают гостям дополнительные услуги: организация банкетов и корпоративов, праздников и дней рождения для детей.
Сеть «Му-му» становилась оператором питания на крупных российских мероприятиях, включая чемпионат мира по футболу 2018 года, зимние Олимпийские игры 2014 года, «Евровидение» 2009 года, фестивали «Спасская башня» и «Русское поле».
По результатам аналитического исследования РБК.research «Российский рынок ресторанов национальной кухни 2012», в «Му-му» ходят около 20,9 % опрошенных клиентов ресторанов русской кухни, по доле посетителей сеть заняла третье место по Москве и Московской области.
В 2017 году ФАС возбудила дело в отношении «Му-Му» (а также «Шоколадницы» «Burger King» и) по подозрению «в установлении и поддержании монопольно высоких цен в аэропортах Московского авиаузла». Было проверено кафе «Му-му» в Домодедово. В результате в заведениях всех трех сетей были снижены цены.
14 ноября 2017 года произошло нападение на кафе «Му-му» на Новослободской улице, куда ворвались трое неизвестных в лыжных масках, открыв стрельбу из травматического оружия. В ходе нападения было похищено $110 тыс., один мужчина получил ранение, преступники скрылись на автомобиле, который был вскоре найден сожжённым.
Выручка управляющего «Му-му» ООО «Фастлэнд» (согласно данным Kartoteka.ru) составила в 2017 году 3,7 млрд руб. (показав рост на 10,8 % по сравнению с предыдущим годом), чистая прибыль составила 104 млн руб.
В апреле 2019 года сеть кафе начала продавать франшизы.
В 2020 году были опубликованы данные пресс-службы организации, приуроченные к 20-летию «Му-му», согласно которым сеть ресторанов посещает более 12 миллионов человек в год, а персонал сети насчитывает до 2,5 тысячи человек.
По состоянию на февраль 2022 года, работает 38 кафе «Му-му»: 35 в черте Москвы и 3 в Московской области.

## Отзывы
Согласно мнению автора статьи в финском издании «Aromi», «„Му-Му“ легко выдерживает конкуренцию с „Макдоналдсом“ и другими международными сетями, в том числе и потому, что выбор блюд в русском фастфуде очень разнообразен, а цены умеренные.»